# Node 4-Giordana Racing/Saison 2013
Dieser Artikel listet Erfolge und Fahrer des Radsportteams Node 4-Giordana Racing in der Saison 2013 auf.

## Abgänge – Zugänge
| Zugänge          | Team 2012               | Abgänge            | Team 2013                    |
| ---------------- | ----------------------- | ------------------ | ---------------------------- |
| Steven Burke     | Team IG-Sigma Sport     | Kieran Frend       | An Post-ChainReaction        |
| Steven Lampier   | Team IG-Sigma Sport     | David Clarke       | Synergy Baku Cycling Project |
| Shem Rodger      | BikeNZ PureBlack Racing | Rico Rogers        | Synergy Baku Cycling Project |
| Roman Van Uden   | BikeNZ PureBlack Racing | Mathew Cronshaw    | Team IG-Sigma Sport          |
| James Williamson | BikeNZ PureBlack Racing | James Moss         | Team IG-Sigma Sport          |
| Daniel Barry     | PureBlack Racing (2011) | Peter Williams     | Team IG-Sigma Sport          |
| Nathan Edmondson | Neoprofi                | Marcin Białobłocki | Team UK Youth                |
| Richard Hepworth | Neoprofi                | Philip Lavery      | l’AC Bisontine               |
| Christian Varley | Neoprofi                | Matt Higgins       | Unbekannt                    |
|                  |                         | James Sampson      | Unbekannt                    |

## Mannschaft
| Name             | Geburtstag       | Nationalität           |
| ---------------- | ---------------- | ---------------------- |
| Daniel Barry     | 29. Januar 1988  | Neuseeland             |
| Steven Burke 1   | 4. März 1988     | Vereinigtes Königreich |
| Lee Davis        | 18. Juni 1970    | Vereinigtes Königreich |
| Nathan Edmondson | 3. Februar 1990  | Vereinigtes Königreich |
| Richard Hepworth | 25. Februar 1987 | Vereinigtes Königreich |
| Steven Lampier   | 2. März 1984     | Vereinigtes Königreich |
| Andrew Magnier   | 6. Juli 1988     | Vereinigtes Königreich |
| Michael Northley | 24. März 1987    | Neuseeland             |
| Shem Rodger      | 4. Dezember 1988 | Neuseeland             |
| Roman Van Uden   | 29. Oktober 1988 | Neuseeland             |
| Christian Varley | 21. Juni 1984    | Vereinigtes Königreich |
| James Williamson | 27. März 1989    | Neuseeland             |